# Gu (Linfen)
Gu (古县; Pinyin: Gǔ Xiàn) ist ein chinesischer Kreis der bezirksfreien Stadt Linfen in der Provinz Shanxi. Er hat eine Fläche von 1.189 km² und zählt 79.816 Einwohner (Stand: Zensus 2020). Sein Hauptort ist die Großgemeinde Yueyang (岳阳镇).

## Kreisstruktur
Auf Gemeindeebene setzt sich der Kreis aus vier Großgemeinden und drei Gemeinden zusammen. Diese sind:
- Großgemeinde Yueyang 岳阳镇
- Großgemeinde Beiping 北平镇
- Großgemeinde Guyang 古阳镇
- Großgemeinde Jiuxian 旧县镇

- Gemeinde Shibi 石壁乡
- Gemeinde Yongle 永乐乡
- Gemeinde Nanyuan 南垣乡